# Сарајевске пунктације
Сарајевске пунктације, познате као Спахине пунктације или Резолуција ЈМО, био је назив резолуције објављене у јануару 1933. године у којима је изражен став Мехмеда Спахе и Југословенске муслиманске организације о уређењу Краљевине Југославије након проглашења Шестојануарске диктатуре.
Резолуција критикује централистичко уређење Југославије и тражи децентрализована држава равноправних политичко-историјских јединица. Због овог документа Спахи је првобитно 21. јануара 1933. године изречено 20 дана затвора и 20 динара таксе на пресуду. Ова казна је касније поништена, те му је одређена друга, 20 дана затвора и 5.000 динара новчане казне.